# Garby (Kotlina Jeleniogórska)
Garby (niem. Lorenzkrück, Krück Berg, 420, 418 lub 428 m n.p.m.) – dwuwierzchołkowe wzniesienie w południowo-zachodniej Polsce, w Jeleniej Górze, w środkowej części Kotliny Jeleniogórskiej, w środkowej części Wzgórz Łomnickich.

## Położenie
Wzniesienie położone w środkowej części Kotliny Jeleniogórskiej, w środkowej części Wzgórz Łomnickich, w południowo-wschodniej części Jeleniej Góry, nad osiedlem Czarne.

## Opis
Wzgórze Garby jest niezbyt wysokim, dwuwierzchołkowym wzniesieniem w środkowo-wschodniej części Wzgórz Łomnickich. Składa się z dwóch masywów. Według Staffy północne wzgórze osiąga wysokość 420 m n.p.m., a południowe 418 m n.p.m., natomiast na mapach wydawanych przez Wydawnictwo Turystyczne "PLAN", północne wzgórze ma 428 m n.p.m., natomiast południowe nie ma podanej wysokości. Zbocza są dość strome, a wierzchołki kopulaste. Na południu Garby łączą się z Popielem.

## Budowa geologiczna
Wzniesienie zbudowane z granitów karkonoskich w odmianie porfirowatej, średnio- i gruboziarnistych, uformowane w wyniku ich selektywnego wietrzenia. Na szczycie północnym znajduje się niewielka skałka zbudowana z granitu i aplitu.

## Roślinność i zagospodarowanie
Cały masyw porośnięty lasem, wokół rozciągają się łąki, a od północnego wschodu podchodzą zabudowania Czarnego.

## Turystyka
Na zachód od wzniesienia biegnie szlak turystyczny:
- żółty – prowadzący z Jeleniej Góry  do Sosnówki.